# Camera dell'eco (media)
La camera d'eco è una descrizione metaforica di una situazione in cui le informazioni, le idee o le convinzioni vengono amplificate o rafforzate dalla comunicazione e dalla ripetizione all'interno di un sistema definito. In una metaforica camera d'eco le visioni diverse o concorrenti vengono censurate o non consentite. La denominazione deriva dal fenomeno fisico dell'eco.

## Camera dell'eco neisocial media
Il fenomeno è particolarmente evidente nel caso dei social media e dell'uso che ne fanno politici, istituzioni e altre organizzazioni con il fine di far circolare i propri messaggi a discapito degli altri, comprese le bufale. Il meccanismo si amplifica soprattutto quando amici e conoscenti di un soggetto condividono idee e pensieri simili. In questo modo sulla pagina social compariranno notizie, articoli e commenti che contribuiranno sempre più ad amplificare una visione univoca su quell'argomento. Dunque si potrebbe dire che causano la creazione di bias cognitivi. Inoltre le camere d'eco sono favorite da tecniche di profilazione e di marketing degli utenti, come la segmentazione delle persone, in quanto una volta che si sono acquisite delle informazioni di un soggetto, ad esempio sui social media, è più facile inviare messaggi persuasivi (soprattutto per scopi di marketing), portandolo ad isolarsi da altri tipi di idee.
Un altro meccanismo che genera un fenomeno di camera dell'eco, e quindi di perdita di visione sui punti di vista differenti, sono gli algoritmi dei social network che tendono a farci vedere messaggi, notizie e commenti verso i quali abbiamo già in precedenza mostrato interesse, a discapito di tutto il resto. In questo scenario cercare di fare debunking non è solamente molto difficile, ma talvolta anche controproducente.
In merito alle tecnologie e tecniche di persuasione che vanno a creare le camere d'eco è discusso il problema della tutela della "autodeterminazione mentale". Ci si chiede se sia possibile annullare un contratto se il consenso non è avvenuto secondo idee personali, ma in base ad informazioni arrivate dall'esterno che sono filtrate appositamente. Tuttavia l'invalidità del contratto grazie ad un possibile "diritto di autodeterminazione mentale" non sembra trovare posizione nei sistemi giuridici. Oggi c'è soltanto il "diritto di recesso" (diritto di uscire da un contratto) che trova applicazione solo per determinati casi.